# Дикдики
Дикдики (Madoqua) са род дребни антилопи, обитаващи райони, обрасли с шубраци в Източна и Южна Африка. Височината при холката при дикдики е едва 30 –40 cm и около 50 –70 cm дължина с тегло 3 –6 kg и продължителност на живота около 10 години. Наречени са така поради предупредителните звуци, които издават женските. Като допълнение на този звук мъжките издават свистящ писклив звук, като така алармират за наличието на хищник.

## Класификация
Първите европейци описват дикдики през 18-век. Това са Жорж-Луи Леклерк дьо Бюфон и Джеймс Брус. Първоначално антилопите са описани като един вид, наречен Antilope saltiana. През 1837 година Уилям Огилби отделя антилопата в отделен род, наречен Madoqua. През 1905 година Neumann описва отделен род Rhynchotragus, който по-късно е присъединен към Madoqua. В края на 19-и и началото на 20 век се е приемало, че дикдики е представен от десетина вида антилопи. Съгласно ITIS и справочника на Wilson & Reeder (2001) обаче днес са признати официално само четири вида. Макар днес родът дикдики да е един, неформално видовете са разделени на две групи Madoqua и Rhynchotragus:
Род Дикдики
- Madoqua
  - Вид Сребрист дик-дик (Madoqua piacentinii)
  - Вид Дик-дик на Салт (Madoqua saltiana)
- Rhynchotragus
  - Вид Дик-дик на Гюнтер (Madoqua guentheri)
  - Вид Дик-дик на Кирк (Madoqua kirkii)

## Морфологични особености
Нерядко женските екземпляри са малко по-едри от мъжките. Мъжките имат малки, къси рога с дължина 3 до 7,5 cm. Козината по главата образува туфа, която често покрива и основата на рогата. Горната част на тялото е сивокафява, като надолу към крайниците и корема избледнява. На главата пред всяко око притежават преорбитална жлеза, която отделя гъст секрет, с който маркират територия.
С цел да избегнат прегряване на тялото дикдики имат удължена муцунка, която благодарение на доброто кръвоснабдяване и движението на въздуха в тази част на тялото спомагат за охлаждането на кръвта. Така дикдики успяват да преодолеят високите температури на саваната.

## Местообитание
Дикдики обитават безводни шубраци и савана. Предпочитат райони, обрасли с храстовидна растителност, откъдето намират и своята храна. Не обичат места, обрасли с висока трева. Цветът на тялото и храсталаците им позволяват лесно да се скриват от хищници, но винаги си осигуряват и условия бързо да избягат от потенциална заплаха. Териториални животни са. Обикновено живеят по двойки, като обитават територия от около пет хектара.

## Хранене
Антилопите от род дикдики са тревопасни животни. Диетата им се състои основно от листа, издънки, плодове и ягодоплодни. Трева не консумират или това се случва доста рядко. Храната им осигурява достатъчно вода, поради което не им е нужно да пият. Подобно на останалите преживни копитни животни храносмилането се извършва с помощта на микроорганизми в търбуха. Тясната муцунка позволява на представителите да достигат до акациевите листа, без да бъдат убодени.

## Размножаване
Антилопите дикдики са моногамни животни. Това им поведение вероятно се дължи на възможността двойката съвместно да се пази в среда, заобиколена от хищници. Установено е, че в периода на разгонване двата партньора прекарват през цялото време заедно. През останалата част от годината се движат съвместно през 64% от времето си. Полова зрелост при женските настъпва на 6 месеца, а при мъжките на 12 месеца. Бременността продължава 169 до 174 дни, като раждат по едно малко. Обикновено раждат два пъти годишно в началото и в края на дъждовния сезон. Новородените женски тежат около 560 до 680 грама, а мъжките от 725 до 795 грама. Кърменето продължава около 6 седмици. Степента на преживяемост сред младите дикдики е около 50%. След раждането малките остават скрити, но бързо нарастват и започват да се движат съвместно със своята майка. Тялото достига размери на възрастен индивид на около 7-месечна възраст. На тази възраст младите са принудени да напуснат територията на своите родители.

## Неприятели
В естествената среда на обитание малките дикдики стават жертва на различни видове варани, каракали, лъвове, хиени, диви кучета и хора. Други неприятели биват и леопарди, гепарди, чакали, павиани, орли, ястреби, и питони. Приспособленията на дикдики за защита от неприятели са свързани с отличното зрение и способността им бързо да развият скорост до 42 km/h.